# Brignoles
Brignoles (okzitanisch Brinhòla) ist eine südfranzösische Stadt und eine Gemeinde (commune) mit 17.846 Einwohnern (Stand 1. Januar 2022) in der sogenannten „Grünen Provence“ im Département Var in der Region Provence-Alpes-Côte d’Azur.

## Lage und Klima
Die Stadt Brignoles liegt am Flüsschen Caramy im gebirgigen Hinterland der Côte d’Azur in einer Höhe von ca. 220 m. Die Stadt Aix-en-Provence ist ca. 60 km in nordwestlicher Richtung entfernt; die Küstenstadt Toulon liegt etwa 50 km südlich. Teile des Gemeindegebietes gehören zum Regionalen Naturpark Sainte-Baume.
Das Klima ist mild bis gemäßigt; Regen (ca. 730 mm/Jahr) fällt überwiegend während des Winterhalbjahres.

## Bevölkerungsentwicklung
| Jahr                       | 1800  | 1851  | 1901  | 1954  | 1999   | 2018   |
| Einwohner                  | 5.460 | 5.809 | 4.748 | 6.347 | 12.487 | 17.364 |
| Quellen: Cassini und INSEE |       |       |       |       |        |        |

Die Reblauskrise im Weinbau und die zunehmende Mechanisierung der Landwirtschaft sorgten seit dem Beginn des 20. Jahrhunderts für einen deutlichen Bevölkerungsrückgang (1921: 3.916), der sich danach jedoch ins Gegenteil verkehrte.

## Wirtschaft
In früheren Zeiten lebten die Bewohner des Ortes als weitgehende Selbstversorger von der Landwirtschaft, wobei neben Getreide auch Wein angebaut wurde. Daneben betrieb man ein wenig Viehzucht (Schweine, Hühner etc.) Von etwa 1870 bis 1990 war Brignoles ein wichtiges Zentrum für den Abbau und die Gewinnung von Bauxit. Der Tourismus in Form der Vermietung von Ferienwohnungen (gîtes) spielt seit der Fertigstellung der Autoroute A 8 gegen Ende der 1960er Jahre eine wichtige Rolle für die Einnahmen der Bewohner und der Gemeindekasse.

## Geschichte
Das Tal des Caramy diente bereits in der Vorgeschichte als Durchgangsweg für Jäger und Sammler und später für erste Siedler. Hier siedelten auch keltische Stämme, die im späten 2. Jahrhundert v. Chr. von den Römern unterworfen und allmählich assimiliert wurden. Die Via Iulia Augusta (später auch als Via Aurelia bezeichnet) führte durch das heutige Stadtgebiet. Im 8. Jahrhundert war die Hochprovence ein Rückzugsgebiet vor sarazenischen Überfällen. Eine Urkunde aus dem Jahr 1056 bezeugt die Zugehörigkeit zum Kloster von Saint Victor in Marseille. Später gehörte der Ort zum Besitz der Grafen der Provence. Um die Mitte des 13. Jahrhunderts ließen sich Karl II. von Anjou und seine Frau Maria von Ungarn hier nieder; ihr später heiliggesprochener Sohn Ludwig starb in Brignoles im Jahr 1297.
Im Jahr 1502 fand in Brignoles die erste Sitzung des Parlaments der Provence statt. Im Juli 1536 fiel die Stadt der Plünderung durch ein Heer Karls V. anheim; außerdem wurde sie in Nicopolis („Stadt des Sieges“) umbenannt. Unter Franz I. fiel sie zwei Jahre später an die französische Krone zurück. Im Jahr 1563 überfielen die Hugenotten die Stadt. Das Jahr 1788 brachte eine schlechte Ernte und so war das Revolutionsjahr 1789 ein Hungerjahr. Im Mai des Folgejahrs entsandten über 300 Städte und Gemeinden Delegierte nach Brignoles um sich gegenseitiger Hilfe zu versichern.

## Sehenswürdigkeiten

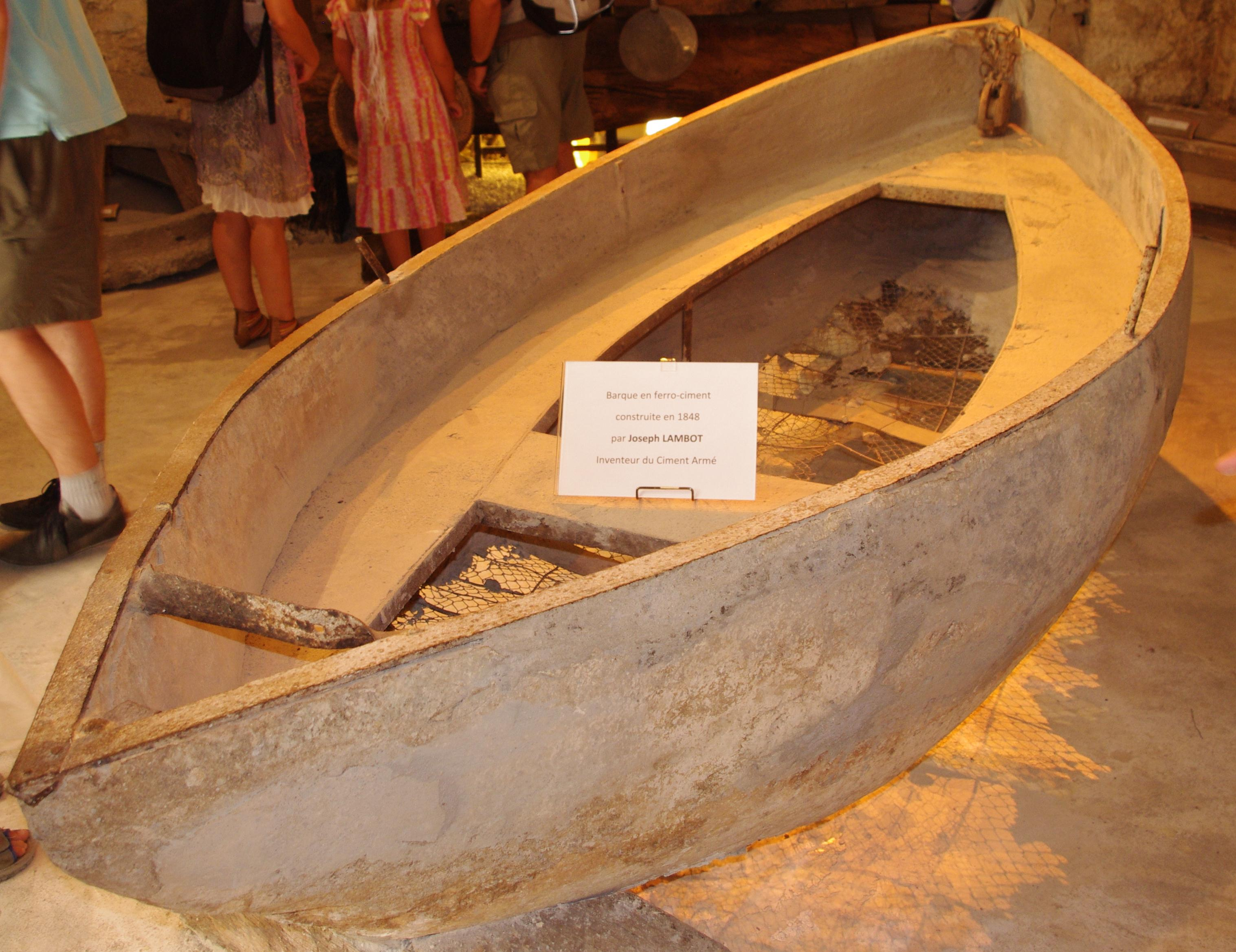
Das Betonboot von 1849/50 im Musée du pays Brignolais

- Die Église Saint-Sauveur wurde ab dem 11. Jahrhundert neben einem zu klein gewordenen und später abgerissenen Vorgängerbau errichtet. Sie ist seit dem Jahr 1926 als Monument historique anerkannt.[3] Sie ist zu Ehren des Salvator mundi (lateinisch für: Erlöser der Welt, französisch: Sauveur du monde) geweiht.
- Das Hospice Saint-Jean wurde im 16. Jahrhundert um- oder neugebaut. Sehenswert ist das von zwei Großfiguren bewachte Portal.[4]
- Die romanische Fassade des Maison romane ist ebenfalls denkmalgeschützt.[5]
- Das Musée du Pays Brignolais (oder auch Musée des Comte de Provence) ist in einem herrschaftlichen Palais des 16. oder 17. Jahrhunderts untergebracht. Es zeigt Gemälde, Möbel etc. aus der Stadtgeschichte. Eine historische Kuriosität ist ein Betonboot aus der Mitte des 19. Jahrhunderts.[6] Prunkstück ist der spätantik-heidnische, allerdings im 6. Jahrhundert für eine Christin wiederverwendete, Syagria-Sarkophag.[7]

Umgebung
- Die vier Dolmen von Adrets befinden sich ca. 2 km nördlich der Stadtmitte.[8]
- Der weitgehend zerstörte Dolmen de l’Amarron liegt ca. 8 km Luftlinie südwestlich der Stadt.[9]
- Das in Teilen mittelalterliche Landgut der Domaine de Saint-Christophe befindet sich nördlich der Autoroute etwa 5 km nordöstlich der Stadt.[10]

## Persönlichkeiten
- François d’Arbaud de Porchères (1590–1640), Dichter und Mitglied der Académie française
- Ignace Cotolendi (1630–1662), Geistlicher italienischer Abstammung
- Louis Parrocel (1634–1694), Maler
- Joseph Parrocel (1646–1704), Schlachtenmaler
- Pierre Le Brun (1661–1729), römisch-katholischer Geistlicher, Oratorianer und Autor
- François-Juste-Marie Raynouard (1761–1836), Schriftsteller und Mitglied der Académie Française
- Gustave Bret (1875–1969), Organist, Komponist und Musikkritiker
- Jean-Jacques Marcel (1931–2014), Fußballnationalspieler
- Karim Abed (* 1988), Fußballschiedsrichter
- Jean-Baptiste Maunier (* 1990), Sänger und Schauspieler
- Yasser Baldé (* 1993), französisch-guineischer Fußballspieler

## Städtepartnerschaften
Brignoles ist seit 1959 in einer Ringpartnerschaft mit den Städten Groß-Gerau in Hessen, Bruneck in Südtirol sowie Tielt in Westflandern (Belgien) verbunden, der seit 1997 auch das polnische Szamotuły (Samter) in der Woiwodschaft Wielkopolskie angehört.